# 汪家湾墓群
汪家湾墓群，位于中国甘肃省永登县，为一个省级文物保护单位，类型为古墓葬。
汪家湾墓群的历史年代为汉代。